# Marambat
Marambat – miejscowość i gmina we Francji, w regionie Oksytania, w departamencie Gers.
Według danych na rok 1990 gminę zamieszkiwało 315 osób, a gęstość zaludnienia wynosiła 32 osób/km² (wśród 3020 gmin regionu Midi-Pireneje Marambat plasuje się na 752. miejscu pod względem liczby ludności, natomiast pod względem powierzchni na miejscu 1099.).